# 통진 이청
통진 이청(通津 吏廳)은 대한민국 경기도 김포시 월곶면에 있는 조선시대의 건축물이다. 2011년 10월 4일 경기도의 문화재자료 제166호로 지정되었다.

## 개요
조선시대 통진부의 이청(吏廳) 건물로 정면 7칸, 측면 2칸의 규모이다. 『통진읍지』기록에 의하면 통진에 있는 대부분의 관아를 기사년(1869년)에 부사 백낙선이 중수했다고 기록되어 있다. 3·1운동 당시에는 주재소로 쓰였다는 기록도 남아있다.
현존하는 조선시대 관아건축의 수는 극히 소량으로 경기도에는 평택의 팽성객사, 안성의 안성객사, 양주의 양주관아지 정도가 전하고 있다. 통진 이청은 이들과 함께 경기도 관아건축의 면모를 확인할 수 있는 중요한 유적으로 평가된다.
후대에 변형이 되었지만 현재 보, 보아지와 대공, 화반 등의 부재를 확인할 수 있다.

## 지정 사유
현존 통진의 이청은 보, 보아지와 대공, 화반 등의 부재와 복원가능한 조선시대의 평면형이 남아 있고, 소장된 문헌과 지도 등을 통해 당시 읍치 모습을 찾아 볼 수 있는 중요한 유적이므로 경기도 문화재자료로 가치가 인정된다.

## 참고 문헌
- 통진 이청 - 국가유산청 국가유산포털